# Rodine (Črnomelj, Slovenija)
Rodine je naselje u slovenskoj Općini Črnomelju. Rodine se nalazi u pokrajini Dolenjskoj i statističkoj regiji Jugoistočnoj Sloveniji. 

## Stanovništvo
Prema popisu stanovništva iz 2002. godine naselje je imalo 92 stanovnika.